# 懷馬納洛海灘 (夏威夷州)
懷馬納洛海灘（英語：Waimānalo Beach）是位於美國夏威夷州檀香山縣的一個人口普查指定地區。

## 地理
懷馬納洛海灘的座標為21°20′01″N 157°41′53″W / 21.33361°N 157.69806°W，而該地最高點為海拔高度5米（即16英尺）。

## 人口
根據2010年美國人口普查的數據，懷馬納洛海灘的面積為7.70平方千米，當中陸地面積為5.10平方千米，而水域面積為2.60平方千米。當地共有人口4481人，而人口密度為每平方千米581.95人。